# Holocentropus vietnamellus
Holocentropus vietnamellus är en nattsländeart som beskrevs av Malicky 1995. Holocentropus vietnamellus ingår i släktet Holocentropus och familjen fångstnätnattsländor. Inga underarter finns listade i Catalogue of Life.